# V484 Большой Медведицы
V484 Большой Медведицы (лат. V484 Ursae Majoris) — одиночная переменная звезда в созвездии Большой Медведицы на расстоянии приблизительно 1192 световых лет (около 366 парсеков) от Солнца. Видимая звёздная величина звезды — от +14,08m до +13,94m.

## Характеристики
V484 Большой Медведицы — вращающаяся переменная звезда типа BY Дракона (BY).